# Distrito de Asunción (Chachapoyas)
El distrito de Asunción es uno de los veintiún distritos de la Provincia de Chachapoyas, ubicada en el Departamento de Amazonas, en el norte del Perú.  Limita por el norte con la provincia de Bongará, por el este con el distrito de Olleros, por el sur con el distrito de Quinjalca y por el suroeste con el distrito de Chiliquín.

## Historia
El distrito fue creado el 3 de noviembre de 1933 mediante Ley N.º 7877, en el gobierno del presidente Óscar R. Benavides.

## Geografía
Tiene una población total proyectada al 30 de junio del 2021 de 277 habitantes. Su capital es el centro poblado de Asunción.

## Autoridades

### Municipales
- 2023 - 2026[5]
  - Alcalde: Anibal Bill Atanacio Vargas, de Alianza para el Progreso.